# Вариантность (лингвистика)
Вариа́нтность (лат. varians, род. variantis — «изменяющийся») — в языкознании: фундаментальное свойство способа существования и функционирования единиц языка и языковой системы в целом. Характеризуется с помощью понятий варианта, инварианта, варьирования.
Вариантно-инвариантный подход к языковым явлениям, зародившись в фонологии (в частности, в работах представителей Пражского лингвистического кружка), позже был перенесён и в изучение других уровней языка.

## Вариант и инвариант
Варианты — различные проявления (модификации, реализации, манифестации) одной и той же сущности (единицы); все единицы языка вариативны, реализуются в речи в виде множества экземпляров. Инвариант — абстрактное обозначение одной и той же сущности в отвлечении от её конкретных модификаций, отображающее общие свойства класса объектов, образуемого вариантами, и присущие каждому из вариантов. Инвариант не существует как отдельный объект, не является «образцовым вариантом» (так, фонема — инвариант по отношению к классу своих конкретных реализаций, объединённых функциональным тождеством, однако сама фонема непроизносима). Понятие инварианта — средство классификации, упорядочения языкового материала. Вариант и инвариант противопоставлены друг другу.
Выделяются инварианты различной степени абстрактности. Так, словоформа стол есть конкретный экземпляр-вариант (аллолекс, лекс) лексемы стол, экземпляр-вариант существительного, экземпляр-вариант слова вообще. С другой стороны, среди инвариантов иногда различаются наименования классов и подклассов: например, аллофон может быть определён как разновидность фонемы, обусловленная данным фонетическим окружением, то есть фонема, аллофон и фон соотносятся как класс, подкласс и элемент подкласса.
Варианты и инварианты не образуют различных уровней языковой системы: единицы одного и того же уровня могут рассматриваться как варианты и как инварианты (к примеру, термины «морф» и «морфема» описывают морфемный уровень языка, обозначая его единицы как классы и члены классов соответственно).
Для обозначения вариантов и инвариантов используются два ряда терминов: эмические для единиц-инвариантов, или эм (фонема, морфема, лексема и другие), и этические для единиц-вариантов (аллофон и фон, алломорф и морф, аллолекс и лекс).